# South Pasadena (stacja metra)
South Pasadena (dawniej Mission) to naziemna stacja złotej linii metra w Los Angeles znajdująca się przy skrzyżowaniu Meridan Avenue i Mission Street w mieście South Pasadena.
Wystrój stacji z pomnikiem kroczącego mężczyzny z brązu nosi nazwę Astride-Aside którego autorem jest Michael Stutz.
Stacja wyposażona jest w parking typu Park&Ride na 122 miejsca postojowe.

## Godziny kursowania
Tramwaje kursują w przybliżeniu pomiędzy 5:00 a 0:15 w nocy.

## Atrakcje turystyczne
- South Pasadena Public Library (Carnegie library)
- Meridian Ironworks Museum
- Mission West Business District
- Farmers market (otwarty w czwartki w godzinach od 16 do 20)